# Kroktjärnen (Gideå socken, Ångermanland)
Kroktjärnen är en sjö i Örnsköldsviks kommun i Ångermanland och ingår i Husåns huvudavrinningsområde.